# Badr Airlines
Your load in good hands
Badr Airlines, anciennement Sarit Airlines, est une compagnie aérienne basée à Khartoum. Elle est utilisée pour le transport de passagers ou de marchandises par les organisations humanitaires et par les sociétés soudanaises.

La compagnie figure sur la liste des transporteurs aériens interdits dans l'Union européenne.

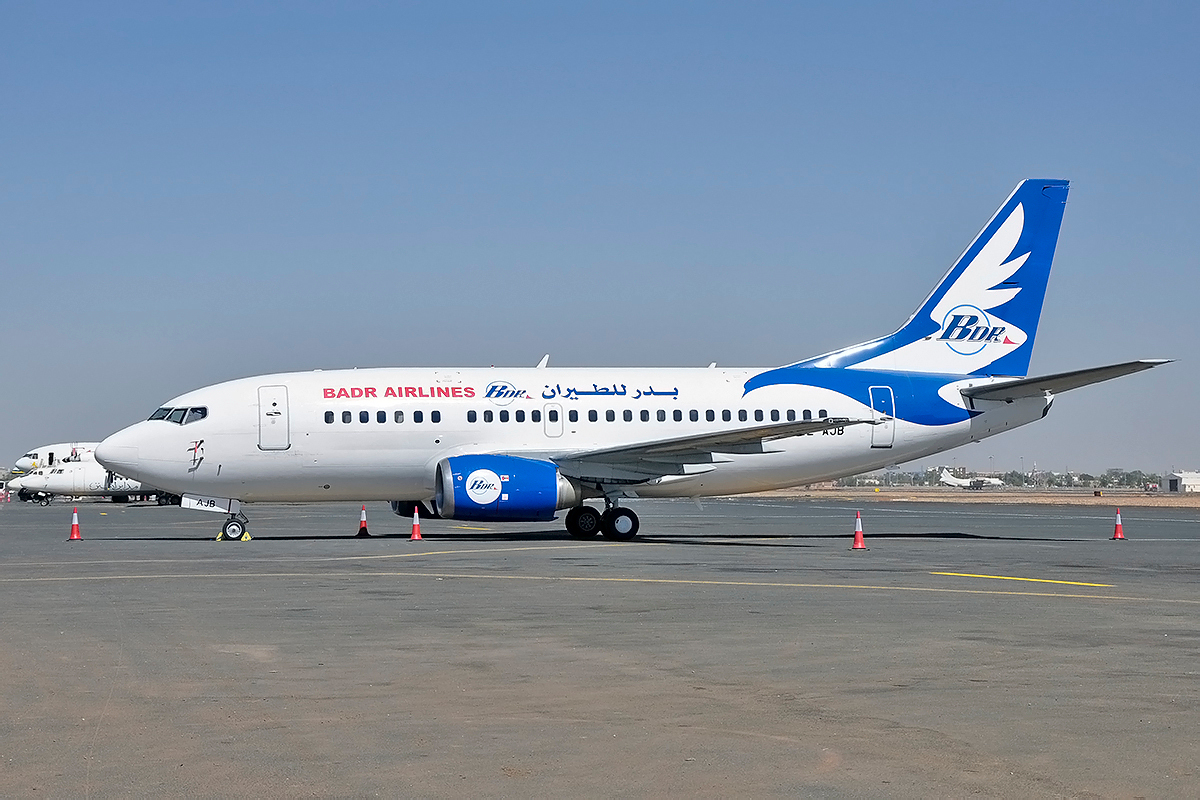
Boeing 737-500

## Histoire

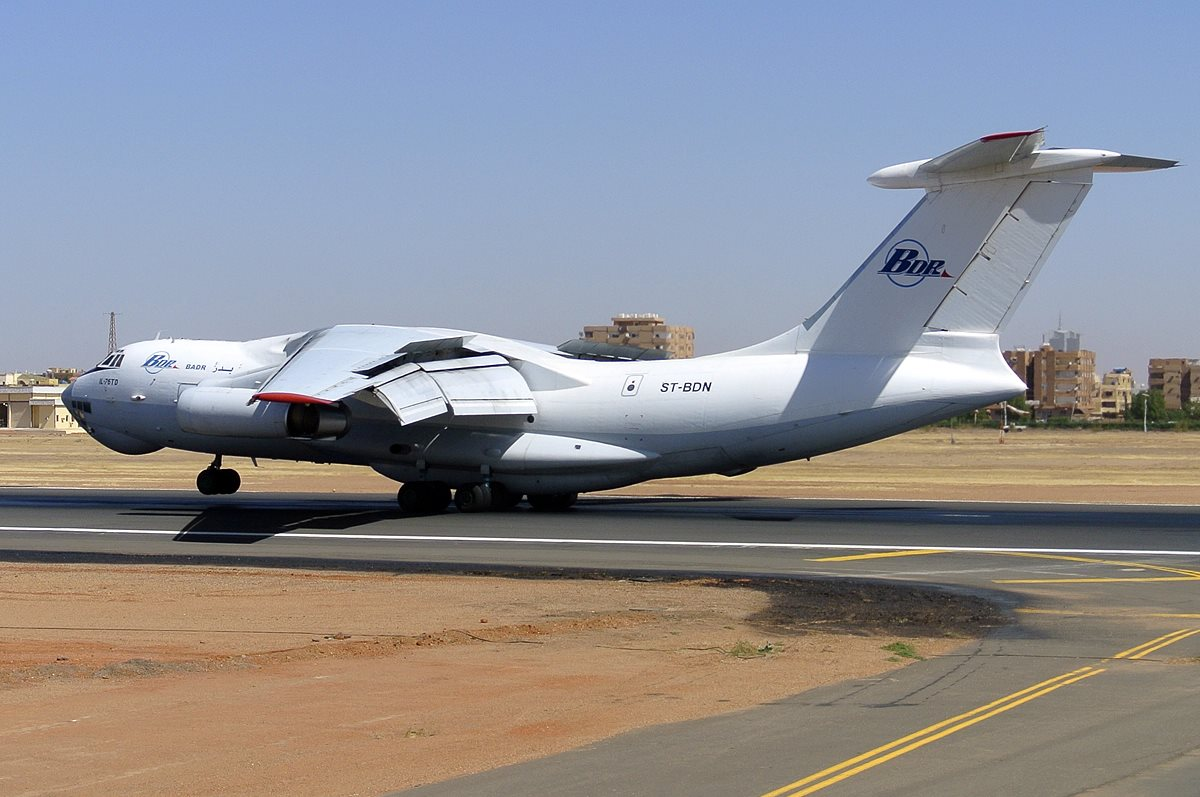
Ilyushin Il-76TD de Badr Airlines à Khartoum en 2013

## Flotte

### Flotte actuelle
En décembre 2020, la compagnie exploite les appareils suivants :

### Flotte retirée
- Embraer ERJ-145